# Expédition française en Himalaya de 1936

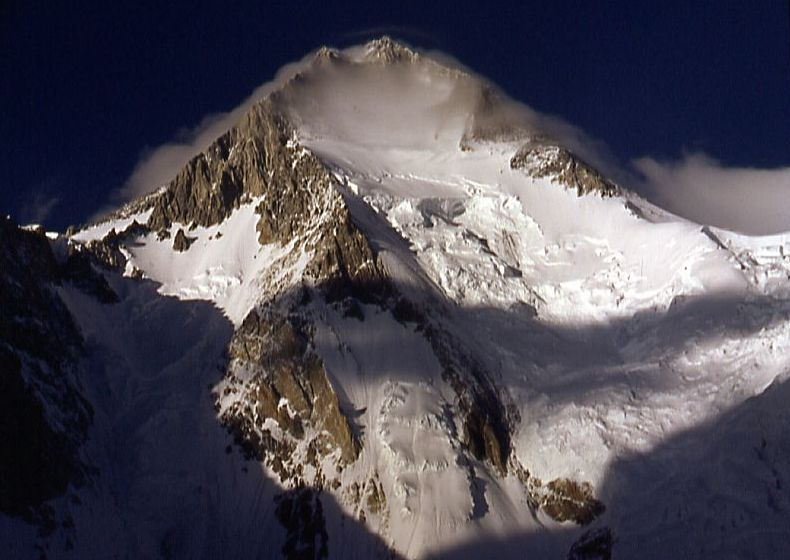
Vue du Gasherbrum

L'expédition française en Himalaya de 1936 est la première expédition française dans le Karakoram. Son objectif est double : réussir l'ascension d'un sommet de plus de 8 000 mètres et affirmer la présence de l'alpinisme français en Himalaya où Allemands, Italiens et Britanniques sont présents depuis les années 1920 et le début des années 1930.
Conduite par Henri de Ségogne, l'expédition est un échec. La conquête du Hidden Peak (actuel Gasherbrum I, 8 086 m) échoue. Pierre Allain et Jean Leininger parviennent à 7 100 m mais ils sont bloqués par la tempête, en raison de l'arrivée précoce de la mousson.

## Contexte et préparatifs
L'expédition française est placée sous l'égide du Comité de l'Himalaya, récemment créé par le Club alpin français et le Groupe de haute montagne, sur le modèle du Mount Everest Committee britannique. Il s'agit de la première expédition française en Himalaya, alors que Britanniques, Italiens et Allemands sont déjà présents dans la région depuis plusieurs années. Les Britanniques organisent quatre expéditions à l'Everest en 1921, 1922, 1924 et 1933. Les Allemands se concentrent sur la Nanga Parbat, une expédition est organisée en 1934. Les Italiens, quant à eux, tentent l'ascension du K2, depuis l'expédition du duc des Abruzzes en 1909.
Le soutien du Club alpin français n'étant pas suffisant pour financer une telle expédition, un contrat d'exclusivité est signé avec le journal L'Intransigeant, l'un des plus grands quotidiens national à l'époque, et un album de photographies sera publié,. Ces financements sont complétés par des subventions gouvernementales et des souscriptions de diverses institutions publiques et privées.
Les Français souhaitent initialement partir pour le Népal, mais le maharadjah refuse, « la population népalaise attribuant aux expéditions britanniques à l'Everest les calamités, qui par une fâcheuse coïncidence, avaient frappé le pays peu après les tentatives sur la grande montagne », (épidémies, inondations, tremblements de terre). Jean Escarra, ancien conseiller du gouvernement chinois de Tchang Kaï-chek à la fin des années 1920, est chargé de solliciter une autorisation de tenter le Makalu, par le Tibet. Malgré l'autorisation obtenue, cet objectif est abandonné à cause de la complexité de l’approche et de l’itinéraire envisagé ainsi que de difficultés avec les autorités Tibétaine. Le comité choisit finalement le Karakoram où se trouvent des sommets jugés plus accessibles. Une autre expédition étant déjà prévue en 1935, les autorités locales repoussent d'une année l'expédition française et l'autorisent pour 1936 ; l'Hidden Peak (Gasherbrum I) est choisi.

## Participants
La conduite de l'expédition est confiée à Henri de Ségogne. Ségogne sélectionne les membres de l'expédition en fonction de leurs compétences en alpinisme, mais également sur des critères plus subjectifs. Pierre Allain et Jean Leininger, qui ont ouvert la face Nord du Petit Dru l'année précédente, font partie des meilleurs grimpeurs français de l'époque. Allain est alors connu pour ses nombreuses inventions : sac de couchage en duvet, chaussons d'escalade, descendeurs de rappel Armand Charlet, qui est considéré comme l'un des plus grands guides de sa génération, est invité à prendre part à l'expédition mais il préfère se désister. Certains choix sont orientés par d'autres motifs : Marcel Ichac (qui est le beau-frère de Ségogne) est préféré à Samivel pour filmer l'expédition.
L'équipe est composée de dix hommes : Henri de Ségogne (chef d'expédition), Pierre Allain, Jean Carle, Jean Charignon, Jean Deudon, Marcel Ichac (cinéaste), Jean Leininger, Louis Neltner, Jean Arlaud (médecin de l'expédition), Jacques Azémar. Ils sont accompagnés par le Britannique, N. R. Streatfield, qui tient le rôle d'officier de liaison.

## L'expédition

### Le voyage et la marche d'approche
Les membres de l'expédition embarquent à Marseille sur le Viceroy of India, le 19 mars 1936, avec 8 tonnes de matériel et de vivres, en direction de Bombay via le canal de Suez. Arrivés sur place, ils se mettent en route pour Srinagar, au Cachemire, qu'ils atteignent le 6 avril. Sur place quelque 600 porteurs sont recrutés, dont des 35 Sherpas et Bhutias venus de Darjeeling, afin de parcourir les près de 450 km qui les séparent du Karakoram. Le 17 avril, l'expédition quitte Srinagar. Au niveau du col de Zoji La (en), à 3 500 mètres d'altitude, les membres de l'expédition affrontent une forte tempête de neige, avant de pouvoir gagner la vallée de l'Indus,.
Le 9 mai, ils arrivent à Skardu, la capitale du Baltistan. Une centaine de porteurs supplémentaires sont recrutés pour faire face à la difficulté du terrain. L'approche est un véritable défi, des ponts de corde doivent être construits pour enjamber des torrents de montagne, les hommes empruntent des sentiers escarpés. Après avoir passé Askole (en), le dernier village, ils traversent la langue terminale du glacier de Biafo et finissent par atteindre le glacier du Baltoro,.
Les 700 porteurs progressent sur la glace, dans des conditions très précaires. Seule une minorité d'entre eux dispose de chaussures, les autres doivent emballer leurs pieds avec des matériaux de fortune. Dépourvus de lunettes de soleil, ils souffrent de cécité des neiges pendant quelques jours. Ils devront être raccompagnés vers leurs villages par des Sherpas. Ne restent sur place que les 11 Européens, 35 Sherpas, 5 Cachemiris et 20 Baltis.
Face aux difficultés de l'approche et de l'itinéraire envisagé, puis la promesse non tenue des Tibétains, les Français sont contraints de changer leurs plans et de se reporter sur le Hidden Peak (ancien nom du Gasherbrum I, 8 086 m), le massif du Baltoro Muztagh,.

### L'ascension
Le 26 mai, le camp de base est installé vers 5 000 mètres d'altitude. Le 29 mai, Neltner, Charignon, Carle et Deudon partent établir un camp de base avancé (camp I), au pied de la voie envisagée pour l'ascension. Le camp II est dressé à 5 650 m par Allain et Leininger. Pour gagner du temps et économiser les hommes, un treuil est par la suite installé en direction du camp II pour hisser les charges les plus lourdes, ainsi que des cordes fixes dans les passages les plus dangereux.
Le 2 juin, c'est Neltner qui installe le camp III, à 6 000 m, avec l'aide de quelques Sherpas. L'emplacement du camp III n'est pas idéal. Les premiers signes de l'arrivée de la mousson se manifestent. De faibles chutes de neige ralentissent la progression des hommes. Le 3 juin, Carle et Neltner débutent l'ascension vers le camp III en vue d'aller installer le camp IV, mais la neige ne cessant pas de tomber, ils finissent par regagner le camp de base le 4 juin.
Les 9 et 10 juin, le camp IV est installé par Neltner et Deudon. Du 13 au 16 juin, la neige tombe sans discontinuer. Le 17 juin, le temps s'améliore et dès le lendemain les Français se remettent en mouvement. Le 20 juin, le camp V est établi, mais il est déjà trop tard. La mousson arrive. Les prévisions reçues par télégramme au camp de base sont formelles. Le lendemain, une cordée composée d'Allain et de Leininger atteint presque les 6 900 m.

### La descente
Le sommet, bien qu'à plus de 1 000 mètres au-dessus de leur dernier camp, leur semble accessible, les passages les plus techniques étant derrière eux. Pourtant, il faut se rendre à l'évidence, les conditions météorologiques rendent toute progression impossible : la température descend sous les - 20 °C et la neige tombe sans discontinuer. Ségogne demande alors aux les alpinistes, stationnés à 6 000 mètres de redescendre. Mais, frustrés, les deux hommes veulent continuer, coûte que coûte. Le ton cordial du chef de l'expédition se transforme en ordre. Il ne compte pas rentrer en France avec des morts sur la conscience. Ségogne finit par avoir le dernier mot, les camps d'altitude sont évacués. Le 24 juin, Allain et Leininger redescendent au camp I. La neige continue à tomber les jours suivants, sans jamais s'arrêter. Le 30 juin, les chutes de neige atteignent 1,50 m au camp de base. 
Ces chutes de neige entraînent des avalanches et un drame est évité de peu. Le 1er juillet, une avalanche emporte deux Sherpas partis récupérer du matériel au camp II. Ils font une chute de près de 600 mètres mais parviennent à être dégagés vivants. Ils sont soignés par le docteur Arlaud. L'expédition est finie, les Français mettront 20 jours de marche pour rallier Srinagar, avant de rejoindre la France.

## Développements ultérieurs
L'expédition française de 1936 est double échec, du point de vue sportif et financier. L'objectif initial consistant à gravir un sommet de 8 000 m n'est pas atteint. Les membres de l'expédition incriminent une mousson particulièrement précoce. Pierre Allain écrit « notre allure […] a été trop lente devant une mousson en avance de trois semaines sur ce que nous croyions être son horaire. », alors que Streatfield parle de « chutes de neige anormalement fortes en fin d'année ». D'un point de vue financier, les résultats de l'expédition sont également décevants. L'expédition ne réussit pas à créer l'engouement auprès du public français, ce qui met en péril le système d'autofinancement, prévu par le Comité de l'Himalaya pour financer les futures expéditions.
Il faudra attendre 14 ans, et la fin de la Seconde Guerre mondiale, pour qu'une autre expédition française, conduite par Maurice Herzog, réussisse la première ascension d'un 8 000 m : l'Annapurna.
Le film de l'expédition, Karakoram, réalisé par Marcel Ichac reçoit le Lion d'argent à la Mostra de Venise en 1937.

### Sources et bibliographie
- Jean Escarra, Henry de Ségogne, Louis Neltner, Jean Charignon, Marcel Ichac, Jean Arlaud, etc. (préf. Louis Franchet d'Espèrey), L'Expédition française à l'Himalaya : 1936, Comité d'organisation de l'expédition française à l'Himalaya, 1937, 260 p. (ASIN B00183Q3WM)
- Jean Escarra, Henry de Ségogne, Louis Neltner, Jean Charignon, Karakoram : Expédition Française à l'Himalaya, 1936, Paris, Flammarion, coll. « La Vie en Montagne », 1938, 173 p.
- (en) N. R. Streatfield, « The French Karakoram Expedition, 1936 », Himalayan Journal, no 9,‎ 1937 (lire en ligne)
- Pierre Allain, Alpinisme et compétition, Genève, Slatkine, 1978 (lire en ligne), p. 75 et suiv.
- Groupe de haute montagne, Annales 2000, Chamonix, 2005 (ISBN 2-914093-34-9, lire en ligne [PDF]), p. 114 et suiv.
- Claude Sobry, Le Tourisme sportif, Presses universitaires du Septentrion, 2004 (lire en ligne)

### Filmographie
- Karakoram, court métrage documentaire de 38 minutes réalisé par Marcel Ichac et Henri de Ségogne en 1936, « Expédition française en Himalaya de 1936 » (présentation de l'œuvre), sur l'Internet Movie Database, sorti le 24 juin 1937 en France (et aussi version de 1986).